# Кайчжоу
Кайчжо́у (кит. упр. 开州, пиньинь Kāizhōu) — район городского подчинения города центрального подчинения Чунцин (КНР). Название района происходит от реки Кайцзян.

## История
Ещё при империи Тан в этих местах существовала область Кайчжоу (开州). При империи Мин в 1373 году область Кайчжоу была преобразована в уезд Кайсянь (开县) провинции Сычуань. В 1997 году уезд Кайсянь перешёл в подчинение городу центрального подчинения Чунцин. В 2016 году уезд Кайсянь был преобразован в район городского подчинения Кайчжоу.

## Административное деление
Район делится на 7 уличных комитетов, 26 посёлков и 7 волостей.